# 赵明福
赵明福（Teoh Beng Hock，（1979年4月20日—2009年7月16日）），前马来西亚華裔新闻记者和雪兰莪州议员兼行政议员欧阳捍华的助理。2009年7月15日，赵明福被马来西亚反贪污委员会以证人身份带回以协助调查一宗选区拨款事件。隔天下午，赵明福的尸体在反贪会办公楼隔邻的五楼屋顶被发现，初步怀疑是坠楼死亡。在野党阵线民联领袖和一些中央政府官员要求成立皇家调查委员会，调查赵明福命案。
2018年6月20日，时任首相马哈迪·莫哈末正式开出绿灯，重查赵明福案和阿尔丹杜雅·沙丽布谋杀案。

## 家庭背景
赵明福是赵亮辉（1953年出生）的第三位儿子，上有一位哥哥赵铭基（1976年出生），一位姐姐赵丽君，下有一位妹妹赵丽兰（1980年出生）。他的父亲是一名计程车司机，母亲张秀花（1953年出生）是家庭主妇。
赵明福有一位交往两年的未婚妻苏淑慧，并打算在2009年7月17日到注册局注册结婚（也就是他去世的隔一天），和拍摄婚纱照。另外，赵明福和苏淑慧也已经预定了在同年10月度蜜月和婚宴配套。当赵明福去世时，苏淑慧已经有两个月的身孕。苏淑慧后来向媒体表示，将会为赵明福生下这个孩子（这孩子生下后，取名赵尔家）。由于国民登记局规定如果要在出生证明书上写上父亲的名字，父亲本人必须在孩子出生时还在世。但这个问题被广泛报道后，妇女、家庭和社会发展部部长莎丽查表示将要求国民登记局协助，也答应协助擔任老师的苏淑慧，被派回到家乡。
马来西亚首相纳吉过后接见了赵家，并表示了他的遗憾。首相表示将指示总检察长和有关部门帮助赵明福的遗腹子可以用赵明福的姓。2009年8月15日，苏淑慧和由赵丽兰代表的赵明福完成了华人传统结婚仪式，赵明福的远房亲戚郭金福以赵家代言人身份，向媒体表示，这个结婚仪式代表着，苏淑慧正式成为了赵明福的妻子。

## 事件发展

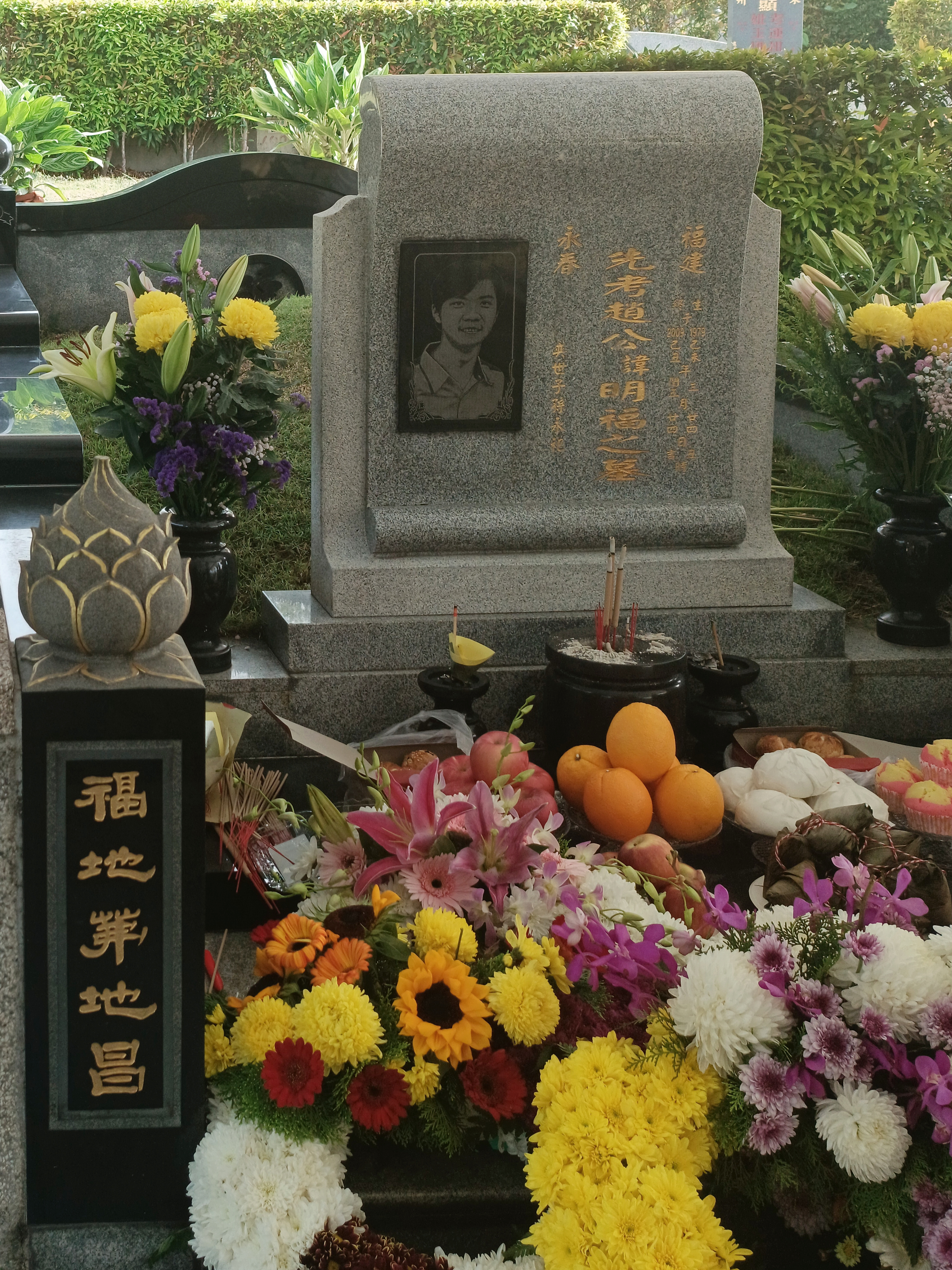
位于士毛月的赵明福墓碑

反贪会在较后召开的记者会中宣称，反贪会对赵明福的审讯用了约9个小时，在7月16日凌晨3时45分已经结束，是死者自己要求留在反贪局办公室过夜，并表示最后一次看到他为凌晨6时。但反贪会没有解释如果赵明福被释放后，为什么赵明福的私物包括手提电话，还在扣押中，并没有还回给赵明福。赵明福的尸体过后在7月16日下午1时30分被发现。赵明福作为证人的案件是有关欧阳捍华付了马币2,400零吉来购买用在国庆日庆典的国旗，但是并没有收货。一些赵明福同样被调查的同事声称，他们被调查时，反贪会用了很多不正确的手段，如不准见律师，不准喝水、吃东西。当赵明福在下午1时30分被发现死亡时，赵明福的手提电话还在反贪会官员的扣押中，但反贪会坚称凌晨3时45分已经释放了赵明福。赵明福的手提电话后来交到了警方手中作为调查的证物。
赵明福的一位同事陈文华过后上庭控告反贪会非法禁锢。在《陈文华和反贪会主席的诉状》中，大马高庭认为陈文华在正常工作时间后被审讯，是属于非法禁锢，因此宣判反贪会必须赔偿陈文华。陈文华的律师卡巴星表示，赵明福的家人也可以以这个宣判为据点，控告反贪会以获得赔偿。民主行动党的国会领袖和前任反对党领袖林吉祥表示哀叹道：「如果反贪会根据条规行事，赵明福根本不用死。」
赵家和社会对反贪会的版本存有很大的怀疑。比如当调查官询问为什么赵明福不离开，反而留下来，因为任何一位被扣留者都会立刻离开时，反贪会的回应是，「赵明福要求留下，所以就批准。」另外，反贪会里，没有任何文件记录赵明福被请来盘问和被释放。
2009年8月，一个穿着制服的男人在监房里殴打另一个男人的录像开始广传，并被怀疑是赵明福被殴打片段。武吉安曼警方否定了穿着制服的男人是一个警员。这个片段后来被发现在6月已经流传，因此不可能是赵明福。政治观察员认为，这个录像能够广传，是因为政府无法对于赵明福案件的审讯给予合理的解释：“官方试图淡化赵明福事件，导致很多怪异的传言被广传。”

## 对事件的反应

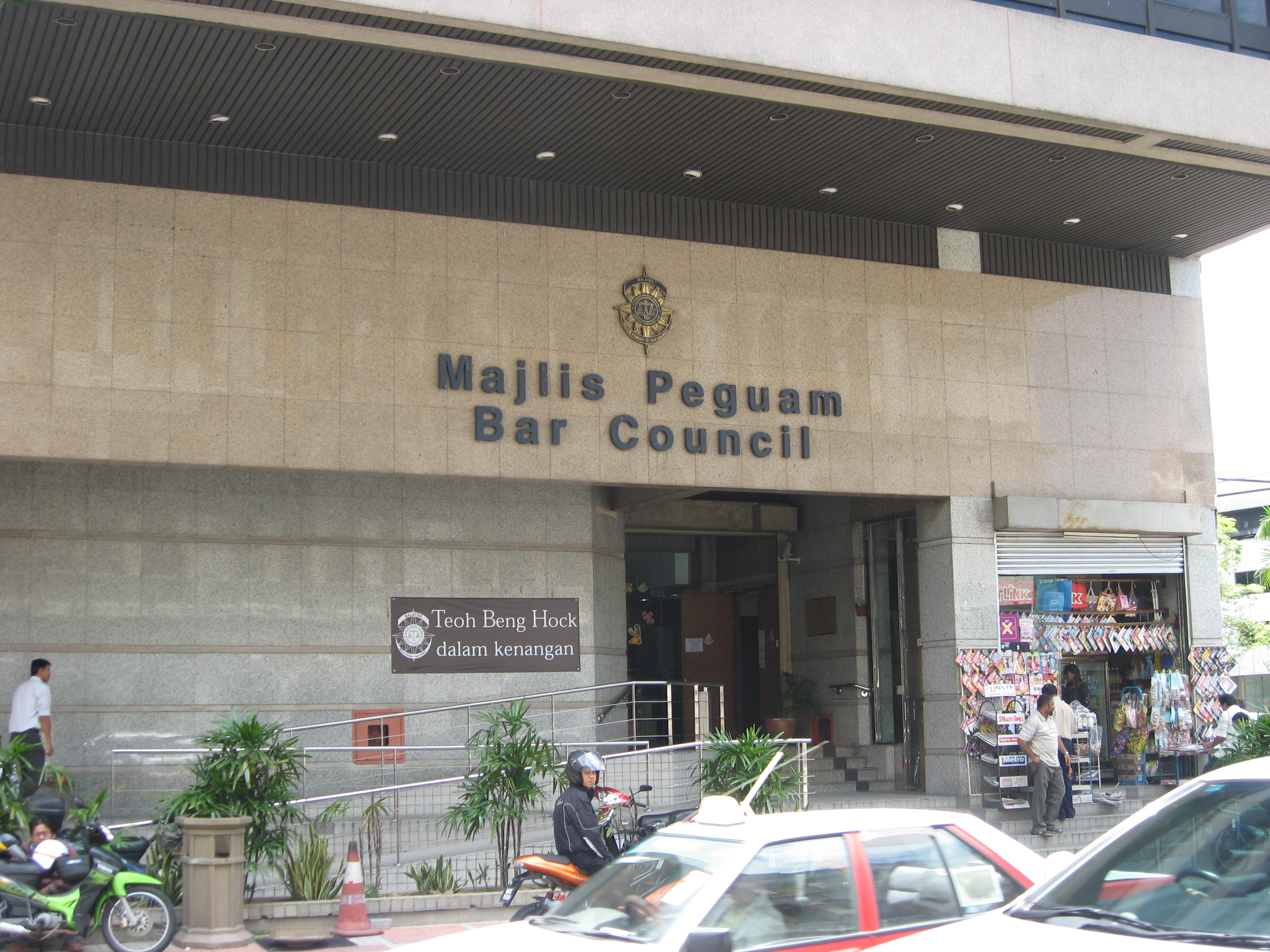
大马律师公会（吉隆坡总部）张贴一条布条：‘永远记得赵明福’。

很多律师认为法律并没有赋予反贪会扣留证人的权利，而赵明福還只是证人而已，不应该被扣留。大马人权组织认为审问赵明福的时间太长，是「不人道和残忍」。马来西亚律师公会主席K. Ragunath认为反贪会不允许赵明福的律师陪伴审问，已经违反《联邦宪法》。同样的，反贪会也违反了《1953年扣留令》（Lockup Rules 1953）。根据該令，所有的扣留犯在下午6时30分至隔日上午6时30分，都必须在扣留所以得到休息。Ragunath认为赵明福所面对的审讯等同是一种酷刑。
欧阳捍华的律师认为「赵明福的行动被限制，这等同逮捕。」，尽管反贪会坚称赵明福只是自愿的证人。一位已经退休的前反贪局高官Mohamad Ramli Manan说：
|  | 在夜晚盘问犯人是违反法律的。扣留令规定扣留犯必须至少在下午8时前关在扣留所。证人必须送回他们原本的办公室或住家，并和他们约定另一个盘问日期。我不懂为什么他们要下午5时才召见赵明福。这可能是极差的规划能力，或者反贪会有一些邪恶的意图。证人的权利是甚至比被扣留的犯人更重要。证人有权利要求盘问暂停，明天才继续。盘问者必须遵从，要不然就会变成非法禁锢或非法逮捕。因此，赵明福是被扣留。根据《罪案程序法典》第15章（Section 15 of the Criminal Procedure Code），如果一个人的行动被限制，那么他就是属于被逮捕。因此，赵明福是被非法扣留、非法逮捕。 |

另一个前反贪局官员Abdul Razak Idris却有不一样的说法：“法律赋予我们可以在任何时间盘问人的权利。调查官是必须24小时服务的。”
当民间团体和政治领袖要求设立皇家调查委员会时，副首相慕尤丁表明内阁将会考虑。
警方初步调查认为反贪局没有涉及赵明福的死亡，但是赵明福的亲戚朋友坚称赵明福不可能自杀，特别是他将要结婚，而且未婚妻有了孩子。
赵家的律师表示，在警方盘问时，警方似乎尝试引导赵家相信赵明福是属于自杀，以为反贪会开脱谋杀的嫌疑。赵明福死后一个星期，赵家强硬地否定赵明福自杀的可能性：“赵明福是开朗的人，工作上没有问题，也没有经济问题，可以和任何人和睦共处，而且正在筹备婚礼。”赵明福的鞋子，是其中一个打击警方意图的证物，当他的尸体被发现时，他的鞋子明显的磨损和毁坏。未婚妻苏淑慧表示“赵明福有很多对鞋子，除非坏了，要不然，不常更换它们。当天，赵明福是穿着一双新鞋子。”
巫统控制的报纸《今日新闻》在社论对页版刊登了《新海峡时报》总经理Zainul Ariffin Isa的评论，认为批评反贪会就如同尝试削弱马来人的机构。并特别针对雪兰莪州务大臣卡立对于反贪会手法的批评，认为不应该盘问「同种族的人」。7月22日的内阁会议，内阁把所有涉及调查雪兰莪州政府案件的反贪会官员，重新派送到其他案件，以等待警方的调查。
内阁也决定成立一个皇家调查委员会，来调查反贪会的调查程序，但不是赵明福的死因，让警方调查程序可以进行。

### 皇家调查委员会
在一个共同宣明上，民联的领袖宣称皇家调查委员会的权限太小了，「赵明福如何死，是不能和反贪会如何盘问分开来。」民联的宣明坚持皇家调查委员会必须调查这些问题：
|  | - 为什么赵明福做证人的案件只是少过区区马币2,500零吉，为什么需要那么的迫切性？ - 为什么作为证人的赵明福和其他同僚，必须被扣留过夜和使用如此压迫性的手段？ - 为什么反贪会必须扣留赵明福的手提电话，虽然他只是个证人？为什么反贪会起先否认扣留了赵明福的手提电话？ - 为什么赵明福会在反贪会留下来过夜，如果他已经被释放而且还约好隔天要去注册？ - 为什么反贪会和其他有关人士坚称赵明福自杀，但是赵明福却将要结婚、未婚妻怀孕、而且并没有任何忧郁症、精神病的状况和历史？ |

反贪会顾问之一的Robert Phang，认为「皇家委员会的权限是很大，它可以更深入调查这个事件。」，比如说，为赵明福的死因建立一个理由；也包括一封用反贪会信笺的手写神秘信件指控反贪会及希山慕丁涉及虐待赵明福，並表示前任雪兰莪州务大臣基尔知道事情的发生。
皇家委员会的结论是，赵明福不是被杀，但是因为3位反贪局过度残酷的盘问手段而选择自杀。
赵家不接受皇家委员会的结论，并坚称赵明福是被杀害的。律师公会也质疑皇家委员会的结论。一个由126个非政府组织所组成的联盟指责皇家委员会的结论只是为反贪会寻找解脱。首相纳吉维护皇家委员会的结论，并呼吁大家接受和不要质疑。巫统拥有的马来文报紙《前锋报》也维护反贪会，并且把赵明福的死，归罪于民主行动党。
3位盘问赵明福的反贪会官员已经被停职待查。